# Alfredo Ortelli
Alfredo Ortelli (Magrè, 6 gennaio 1889 – Magrè, 1º luglio 1963) è stato un pittore e illustratore italiano.

## Biografia
Nei primi del Novecento frequenta l'Accademia di belle arti di Venezia, dove la sua formazione è seguita da Ettore Tito, Alessandro Milesi e Luigi Nono.
Nel 1909 riceve l'incarico per la realizzazione di un manifesto per la VIII Esposizione d'arte della città di Venezia.
Ritornato l'anno successivo a Schio esegue l'affresco Martirio e gloria di San Giovanni Battista per il soffitto della chiesa di San Giovanni Battista a Enna, una frazione di Torrebelvicino.
In seguito alle vicende della prima guerra mondiale si trasferisce a Torino dove lavora presso l'Atelier Butteri per la pubblicità commerciale e per la nascente industria cinematografica, vince inoltre il concorso per il manifesto del "V Prestito Nazionale" del 1917.

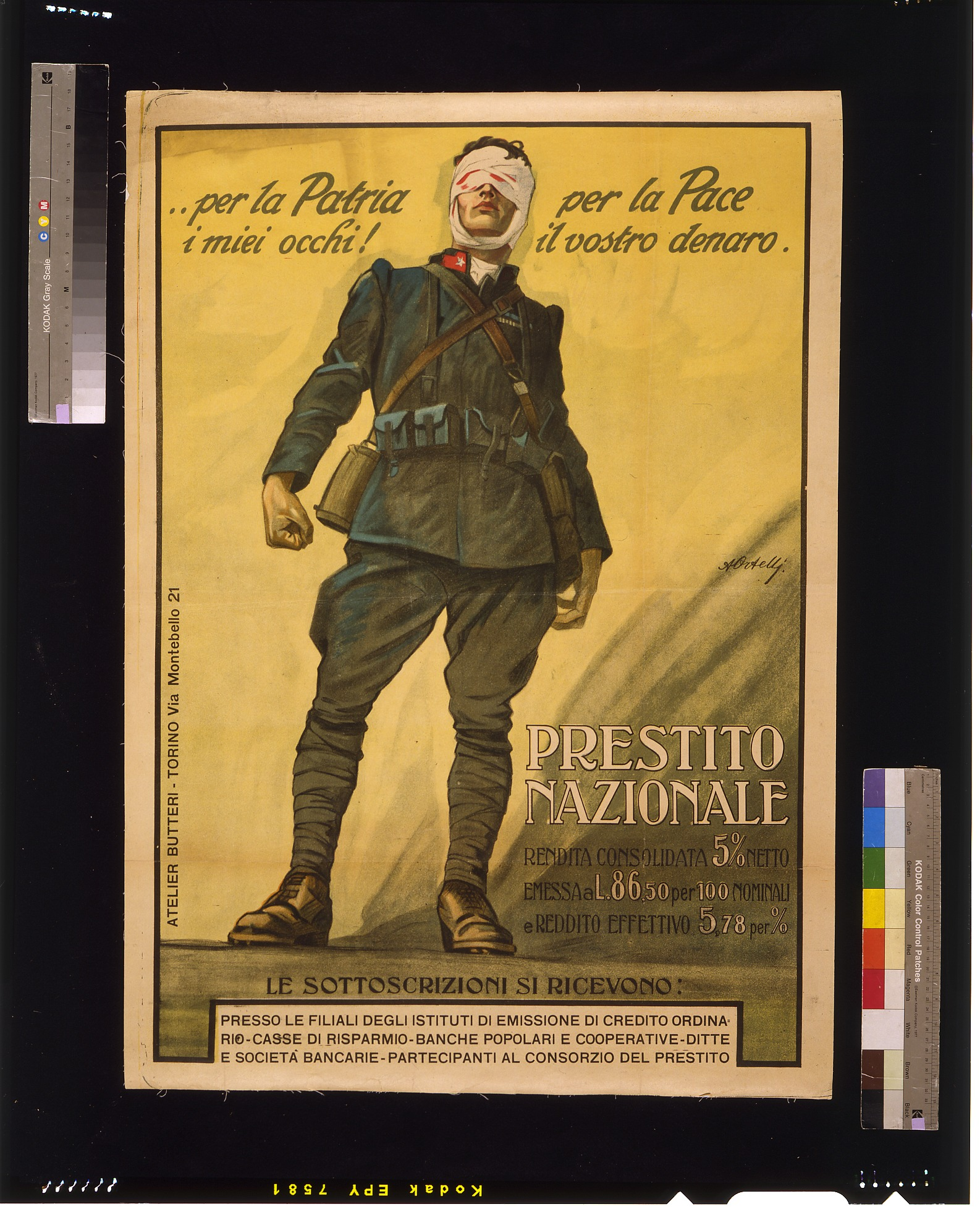
Poster per la campagna del Prestito Nazionale del 1917

Il successo nel disegno pubblicitario lo proietta subito dopo all'illustrazione giornalistica, che lo impegna per oltre un decennio nella prima e quarta di copertina del settimanale Illustrazione del Popolo.
Nonostante gli impegni come grafico Ortelli non rinuncia completamente alla pittura: una sua opera Le ciliegie nel 1923 viene selezionata ed esposta alla Quadriennale di Torino (riprodotta a catalogo).
Terminata l'esperienza come illustratore nel 1939, rientrato a Schio, si dedica alla pittura con maggiore continuità, concentrandosi in particolare sulla pittura da cavalletto: molti nudi femminili (Antonietta con margherita, Dopo il bagno, Nudo in rosa, Donna che si pettina, Grande Bagnante) e ritrattistica (tra gli altri, il nipote Toni Ortelli, Maria Dell'Amico, Lucio e Pubblio Dal Soglio, il vescovo Antonio Mantiero, Franco e Paolo Frasson). Nel 1943 esegue il grande affresco Gesù maestro per il duomo di Schio.
Nell'ultima fase della sua carriera, negli anni Cinquanta, si dedica principalmente alla pittura di paesaggio.
Il 1º luglio del 1963 si spegne nella sua casa di Magrè di Schio.

## Esposizioni
- 1923, primavera: Esposizione Quadriennale di Belle Arti (partecipazione con "Le Ciliegie"), Torino[8]
- 1946, febbraio: mostra personale a Palazzo Piovene, Vicenza
- 1946, marzo: mostra personale presso la Galleria Ongania, Venezia
- 1962: mostra cartellonistica cinematografica (partecipazione), Milano
- 2010, marzo-maggio: mostra personale "Alfredo Ortelli Dipinti", Palazzo Fogazzaro, Schio[9]
- 2011, marzo-maggio: mostra personale "Alfredo Ortelli Illustrazioni", Palazzo Fogazzaro, Schio
- 2012, marzo-maggio: mostra "Ritratti e paesaggi dal Settecento al primo Novecento", Palazzo Fogazzaro, Schio[10]